# Maplewood (Minnesota)
Maplewood és una població dels Estats Units a l'estat de Minnesota. Segons el cens del 2000 tenia 34.947 habitants.

## Demografia
Segons el cens del 2000, Maplewood tenia 34.947 habitants, 13.758 habitatges, i 9.190 famílies. La densitat de població era de 779 habitants per km².
Dels 13.758 habitatges en un 31,6% hi vivien nens de menys de 18 anys, en un 52,8% hi vivien parelles casades, en un 10,5% dones solteres, i en un 33,2% no eren unitats familiars. En el 27% dels habitatges hi vivien persones soles l'11,1% de les quals corresponia a persones de 65 anys o més que vivien soles. El nombre mitjà de persones vivint en cada habitatge era de 2,48 i el nombre mitjà de persones que vivien en cada família era de 3,04.
Per edats la població es repartia de la següent manera: un 24,7% tenia menys de 18 anys, un 7,7% entre 18 i 24, un 30% entre 25 i 44, un 22,6% de 45 a 60 i un 15% 65 anys o més.
L'edat mediana era de 38 anys. Per cada 100 dones de 18 o més anys hi havia 87,8 homes.
La renda mediana per habitatge era de 51.596 $ i la renda mediana per família de 63.049 $. Els homes tenien una renda mediana de 43.033 $ mentre que les dones 30.557 $. La renda per capita de la població era de 24.387 $. Entorn del 3% de les famílies i el 4,8% de la població estaven per davall del llindar de pobresa.

## Poblacions més properes
El següent diagrama mostra les poblacions més properes.